# Hoa hậu Ma Cao
Hoa hậu Ma Cao (tiếng Trung: 澳門小姐競選; bính âm: Ào Mén xiǎo jiě jìng xuǎn; Hán-Việt: Áo Môn Tiểu thư Cạnh tuyển) là một cuộc thi sắc đẹp cấp quốc gia tại Ma Cao.

## Sơ lược về những người đoạt giải
| Năm tổ chức | Hoa hậu Ma Cao (冠軍 Quán quân)                         | Á hậu 1 (亞軍 Á quân)                | Á hậu 2 (季軍 Quý quân)                              |
| 1995        | Tất Gia Bảo 畢嘉寶 (Geraldina Madeira da Silva Pedruco) | Phùng Hiểu Yến 馮曉燕 (Fon Io In)    | Phi Nhã Luân 飛雅倫 (Helena Isabel Dillar Fernandes) |
| 1996        | Tất Mỹ Kỳ 畢美琪 (Guiomar Madeira da Silva Pedruco)     | Lý Phi 李 菲 (Lei Fei)               | Triệu Nhã Linh 趙雅玲 (Kimberley Chiu Nga Ling)      |
| 1997        | La Tuệ Vân 羅慧雲 (Agnes Lo Vai Van)                    | Regina Gageiro Madeira               | Trương Vịnh Mai 張詠梅 (Ivy Cheong Weng Mui)         |
| 2008        | Lã Dung Nhân 呂蓉茵 (Florence Loi)                      | Quan An Na 關安娜 (Ana Kuan Barroso) | Ngũ Gia Di 伍家怡 (Cherry Ng)                        |
| 2009        | Lý Nhược Oánh 李若瀅 (Laura Li)                         | Lý Tuyết Na 李雪娜 (Sarah Leyshan)   | Hoàng Tư Mẫn 黃斯敏 (Joyce Huang)                    |